# Kenyapotamus
Kenyapotamus, de Kenya, y del 
griego clasico ποταμός (potamós), "rio", es un género extinto de hipopotámido que vivió en África entre 16 a 8 millones de años antes del presente durante la época del Mioceno. El nombre del género refleja el hecho de que sus fósiles fueron encontrados en la actual Kenia.
Aunque poco es lo que se conoce sobre Kenyapotamus, el patrón de sus dientes tiene similitudes con los del género Xenohyus, un tayasuido extinto del Mioceno inferior. Esto llevó a algunos científicos a concluir que los hipopótamos estaban más cercanamente relacionados con los pecaríes y con los cerdos.
La investigación molecular por su parte ha sugerido que los hipopotámidos están más estrechamente relacionados con los cetáceos que con otros artiodáctilos. Un análisis morfológico de cetáceos y artiodáctilos extintos, entre los cuales se incluyó a Kenyapotamus, da un fuerte soporte a la relación entre los hipopotámidos y una familia extinta anatómicamente similar, los Anthracotheriidae. Dos cetáceos arcaicos, Pakicetus y Artiocetus, forman el grupo hermano del clado de hipopotámidos y antracotéridos, pero esta última relación no tiene un soporte tan fuerte.